# Comitati degli Italiani all'Estero
Les Comitati degli Italiani all'Estero (Comites), Comités des Italiens à l'étranger, sont des assemblées élues au suffrage universel dans les circonscriptions consulaires par les ressortissants italiens vivant à l'étranger. Il existe par ailleurs un Conseil Général des Italiens à l’Étranger, également élu, à l'instar de l'Assemblée des Français de l'étranger. 

## Missions
Les missions des Comites sont les suivantes :
- ils promeuvent, en collaboration avec les autorités consulaires, des initiatives dans tous les secteurs liés à la vie sociale et culturelle de la communauté italienne résidant dans la circonscription
- ils expriment les avis, les propositions et les recommandations sur les initiatives que les autorités consulaires veulent entreprendre dans les secteurs susmentionnés et sur les demandes d'aide émises par les associations, sociétés et comités qui déploient des activités en faveur de notre communauté
- ils coopèrent avec les autorités consulaires pour la défense des droits et des intérêts des citoyens italiens
- ils signalent aux autorités consulaires les éventuelles violations des conventions et des normes internationales qui concernent les travailleurs italiens
- ils collaborent avec les autorités consulaires quant à la surveillance et au respect des contrats de travail, quant aux conditions de sécurité et d'hygiène des lieux de travail, quant à l'insertion des enfants d'Italiens dans les écoles, quant à l'application effective des initiatives du pays d'accueil tant en vue d'une meilleure intégration que d'un maintien des liens avec l'Italie.

## Sources
- Brochure du Ministero degli Affari Esteri, Comites, Comitato degli Italiani, 1997
- Le Comité des Italiens à l'Etranger de Bordeaux http://comitesdibordeaux.wordpress.com/
- Le Comité des Italiens à l'Etranger de Perth http://www.comitesperth.org/
- Le Comité des Italiens à l'Etranger de Paris http://www.comitesparigi.fr/